# Manifesto: Juntos contra o Novo Totalitarismo
O Manifesto: Juntos contra o Novo Totalitarismo é um documento político feito em resposta à violência desencadeada no mundo islâmico pela polêmica das caricaturas da Jyllands-Posten sobre Maomé, publicadas pela primeira vez no diário dinamarquês Jyllands-Posten (setembro de 2005).
Em 28 de fevereiro de 2006, o Jyllands-Posten e o semanário satírico francês Charlie Hebdo publicaram o documento, assinado por doze intelectuais que em comum têm uma vida de exílio devido a perseguições promovidas por fanáticos religiosos islâmicos. Entre eles, encontra-se Salman Rushdie, escritor condenado à morte por uma fatwa do aiatolá Khomeini, em 1989.
Não falam em choque de civilizações, mas numa "luta global entre democratas e teocratas".

## O Manifesto na íntegra (em português)
Depois de ter vencido o fascismo, o nazismo e o stalinismo, o mundo enfrenta agora uma nova ameaça totalitária global: o Islamismo.
Nós, escritores, jornalistas, intelectuais, vimos aqui apelar à resistência ao totalitarismo religioso, bem como à promoção da liberdade, da igualdade de oportunidades e dos valores laicos para todos.
Os eventos que ocorreram recentemente, depois da publicação das caricaturas de Maomé em jornais europeus, tornaram evidente a necessidade de um combate em prol destes valores universais. Trata-se de um confronto a travar no campo ideológico e que nunca poderá ser ganho pelas armas. Aquilo a que estamos presentemente a assistir não constitui um conflito de civilizações, nem um antagonismo Leste-Oeste, mas antes uma luta global entre democratas e teocratas.
Como todos os totalitarismos, o Islamismo estabelece-se sobre medos e frustrações. Os pregadores do ódio apostam nesses sentimentos para formar batalhões destinados a impor um mundo de opressão e desigualdades. Contudo, nós afirmamos clara e firmemente: não existe nada, nem mesmo o desespero, que possa justificar a escolha do obscurantismo, do totalitarismo e do ódio. O Islamismo é uma ideologia reacionária que aniquila a igualdade, a liberdade e a laicidade sempre que as encontra. O seu êxito só pode conduzir a um mundo de dominação: domínio do homem sobre a mulher, domínio dos islamistas sobre os demais. Para nos opormos a este processo, temos que assegurar direitos universais a todos os povos discriminados ou oprimidos.
Rejeitamos o "relativismo cultural", que consiste em aceitar que homens e mulheres de cultura muçulmana devem ser privados do direito à igualdade, à liberdade e aos valores laicos em nome do respeito pelas culturas e tradições. Recusamo-nos a renunciar ao espírito crítico por receio da acusação de "islamofobia", um conceito infeliz que confunde a crítica do Islã enquanto religião com a estigmatização dos seus crentes.
Pugnamos pela universalidade da liberdade de expressão, para que o espírito crítico se possa exercer em todos os continentes, contra todos os abusos e todos os dogmas.
Apelamos a todos os democratas e espíritos livres de todos os países para que o nosso século venha a ser um tempo de iluminismo e não de obscurantismo.

## Lista dos 12 signatários
- Ayaan Hirsi Ali, escritora e ex-deputada neerlandesa de origem somali, roteirista do curta-metragem "Submission", que provocou o assassinato do cineasta Theo Van Gogh por um fanático islâmico (2004);
- Chahla Chafiq, escritora de origem iraniana exilada na França, autora de "Le nouvel homme islamiste, la prison politique en Iran" (2002);
- Caroline Fourest, jornalista e escritora francesa, autora de "Tirs Croisés: la laïcité à l'épreuve des intégrismes juif, chrétien et musulman" (com Fiammetta Venner), "Frère Tariq: discours, stratégie et méthode de Tariq Ramadan" e "La Tentation obscurantiste";
- Bernard-Henri Lévy, filósofo francês de origem argelina, autor de "La Barbarie à visage humain", "L'Idéologie française", "La Pureté dangereuse" e "American Vertigo";
- Irshad Manji, jornalista e escritora canadense, nascida em Uganda, autora de "The Trouble with Islam Today: A Muslim's Call for Reform in Her Faith" (em francês: "Musulmane Mais Libre");
- Mehdi Mozaffari, acadêmico de origem iraniana exilado na Dinamarca, autor de "Authority in Islam: From Muhammad to Khomeini", "Fatwa: Violence and Discourtesy" e "Globalization and Civilizations";
- Maryam Namazie, escritora, militante comunista de origem iraniana, produtora internacional de televisão, vencedora do prémio "Laicista do ano" da National Secular Society (2005), da Grã-Bretanha;
- Taslima Nasreen, escritora, médica e ativista dos direitos humanos nascida no Bangladesh;
- Salman Rushdie, escritor anglo-indiano, autor de nove romances, entre eles, "Os Versos Satânicos", pelo qual foi condenado à morte por blasfêmia, por uma fatwa do aiatolá Khomeini (1989);
- Antoine Sfeir, escritor, jornalista e economista político, autor de "Les réseaux d'Allah" (2001) e "Liberté, égalité, Islam: la République face au communautarisme" (2005). Cristão libanês, escolheu a nacionalidade francesa para viver em um país universalista e laico;
- Philippe Val, diretor do jornal francês "Charlie Hebdo", que republicou as charges de Maomé, em solidariedade aos dinamarqueses vítimas dos islamistas;
- Ibn Warraq, historiador exilado nos Estados Unidos, autor de "Why I am not a Muslim", "Leaving Islam: Apostates Speak Out" e "The Origins of the Koran".